# Philadelphia 76ers
I Philadelphia 76ers, conosciuti anche come Sixers (abbreviazione di Seventysixers), sono una delle trenta squadre di pallacanestro che militano nel massimo campionato professionistico statunitense, la National Basketball Association.

## Storia

### Syracuse Nationals
Fondati nel 1939 come Syracuse Nationals con sede a Syracuse (New York), iniziarono a giocare nella NBL nella stagione 1946-47 diventandone immediatamente il più importante team dell'est; per entrare nella lega il proprietario Danny Biasone pagò 5.000 dollari agli uffici della Lega a Chicago. Nel 1949, i Nationals e altre sei squadre della NBL furono assorbiti dalla BAA (Basketball Association of America) che assunse la nuova denominazione di NBA. Guidati da Dolph Schayes diventarono una delle squadre più forti della lega e, dopo due finali perse, vinsero il loro primo titolo nella stagione 1954-55, battendo i Fort Wayne Pistons.

### Il trasferimento a Filadelfia e la stagione del record
Agli inizi degli anni '60 iniziò a circolare l'idea di un trasferimento dei Nationals: Syracuse era l'ultima città di medie dimensioni ad ospitare una squadra NBA, ma era troppo piccola per garantire buoni profitti; infine, dopo l'acquisto del magnate della carta Irv Kosloff della squadra da Danny Biasone, il trasferimento diventò realtà. I Nationals si spostarono a Filadelfia nel 1963, l'anno seguente alla partenza dei Warriors. Il loro nome cambiò in "76ers", come omaggio al 1776, anno dell'indipendenza statunitense e alla loro nuova sede. Come allenatore venne scelto Schayes, che guiderà la squadra per quattro anni diventando il primo giocatore-allenatore in NBA. Per i primi quattro anni i 76ers giocarono principalmente nel Convention Hall e nella Philadelphia Arena, con apparizioni occasionali nel The Palestra, arena della Università della Pennsylvania.
Nel 1965 acquisirono la leggenda Wilt Chamberlain, che così tornò a giocare nella sua città natale. Nella stagione 1966-67 i Sixers con Chamberlain e altri campioni come Hal Greer e Billy Cunningham vinsero 68 partite nella stagione regolare, record che rimase imbattuto fino al 1971-72, quando i Lakers ne vinsero 69. Soprattutto interruppero la dinastia dei Boston Celtics battendoli nella finale di Division in gara 5 per 140-116, mentre nella finale NBA trionfarono contro i Warriors. Nella stagione 1967-68 i Sixers cominciarono a giocare allo Spectrum. Al termine di quel campionato cedettero Chamberlain ai Los Angeles Lakers e iniziò il declino della franchigia.

### Il record negativo e l'arrivo di Doctor J
Nella stagione 1972-73 i Sixers persero 73 incontri, con una striscia di 20 sconfitte consecutive, vincendo appena 9 gare, ancor oggi il minimo storico in una stagione di 82 partite. A risollevare le sorti della squadra fu l'acquisto nel 1976, dai Nets, dell'ala Julius Erving, soprannominato Doctor J o Dr J, uno dei giocatori più forti e spettacolari della storia dell'NBA.
Nella stagione 1976-77 Philadelphia tornò così a disputare una finale NBA venendo sconfitta dai Portland Trail Blazers di Bill Walton.
Allenati da Billy Cunningham raggiunsero nuovamente la finale nella stagione 1979-1980 in cui affrontarono i Los Angeles Lakers, perdendo per 4 a 2 non riuscendo ad arginare le straordinarie prestazioni di Magic Johnson che nella partita decisiva sostituì Kareem Abdul-Jabbar anche nel ruolo di pivot. Stesso identico risultato due anni dopo nella stagione 1981-82.
La situazione mutò nel campionato successivo con l'arrivo di Moses Malone. Potendo contare finalmente su un centro dominante i Sixers travolsero tutti gli avversari, ai playoff vinsero 12 partite su 13 e in finale ottennero la loro rivincita battendo i Lakers 4 a 0.

### Gli anni di Charles Barkley
La marcia trionfale del 1983 fu il canto del cigno per Filadelfia. La stagione successiva fu caratterizzata da un netto calo di vittorie e da un'eliminazione al primo turno dei playoff. Al draft del 1984 i Sixers scelsero Charles Barkley, che diventerà l'assoluto protagonista delle stagioni successive della squadra. Malgrado il suo grande apporto di punti e rimbalzi però la squadra non riuscirà a ripetere le prestazioni precedenti, anche perché nel 1986 la proprietà decise di scambiare Moses Malone. Nella stagione 1987-88, la prima dopo il ritiro di Julius Erving, non riuscirono neppure a qualificarsi per i play off.
Negli anni successivi le cose non migliorarono di molto e i Sixers non riuscirono a competere con le squadre dominanti di quel periodo: i Detroit Pistons dei Bad Boys e i Bulls di Pippen e Jordan. Nel 1992 dopo aver fallito di nuovo l'accesso ai playoff Barkley fu trasferito ai Phoenix Suns in cambio di Jeff Hornacek, Andrew Lang e Tim Perry. L'operazione fece di Filadelfia una delle squadre più deboli della lega di quegli anni.

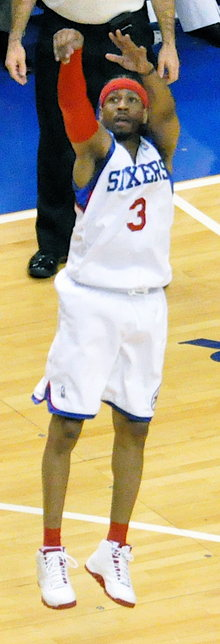
Allen Iverson

### 1996-2006: l'era Iverson
Nel 1996 Philadelphia si aggiudicò la 1°scelta del draft NBA, e scelse Allen Iverson dalla Georgetown University, che portò ai 76ers un'ondata di cambiamento. Questo però non bastò, visto che nella stagione 1996 la squadra si posizionò in fondo alla classifica. Per questo la dirigenza decise di assumere un nuovo Head Coach: Larry Brown, un allenatore amante della tradizione e celebre per la sua reputazione di aggiusta squadre. Già dai primi contatti, però, sorsero problemi con Iverson che si caratterizzava come l'opposto di Brown, una giovane stella hip-hop determinata a fare di testa sua. Nel corso della stagione successiva i Philadelphia sentirono il miglioramento portato da parte di Brown, ma lui non fu comunque contento; per questo cercò acquirenti per vendere Allen Iverson, non riuscendo però in questo intento, e Allen restò a Philadelphia. Dopo quanto accaduto, però, Iverson decise di ascoltare Brown.
Grazie al patto stretto tra Iverson e Brown la squadra cominciò a vincere, arrivando ai playoffs dopo tanto tempo: vengono eliminati subito dai Pacers di Reggie Miller, così anche la stagione successiva. Nel 2001 la squadra arriva in finale, trascinata dalla stella Iverson, MVP della stagione, sostenendo grandi sfide, e subendo diversi infortuni, ma ciò non intimidì i Philadelphia volenterosi di vincere il titolo, contro i Los Angeles Lakers di Shaquille O'Neal e Kobe Bryant. Dopo una gara 1 in casa dei Lakers, piena di emozioni, dopo un estenuante tempo supplementare i 76ers vinsero, interrompendo la striscia vincente dei Lakers che erano imbattuti nei playoffs. La possibilità di vincere il titolo sfumerà, ma Iverson e Brown si coprirono di meriti ed elogi per l'eccellente lavoro svolto, rimanendo nelle memorie della città.

### 2006-2012: l'era Andre Iguodala
Il 19 dicembre 2006 Iverson viene ceduto insieme a Ivan McFarlin ai Denver Nuggets in cambio del playmaker Andre Miller, dell'ala Joe Smith e di due scelte al primo turno al draft.

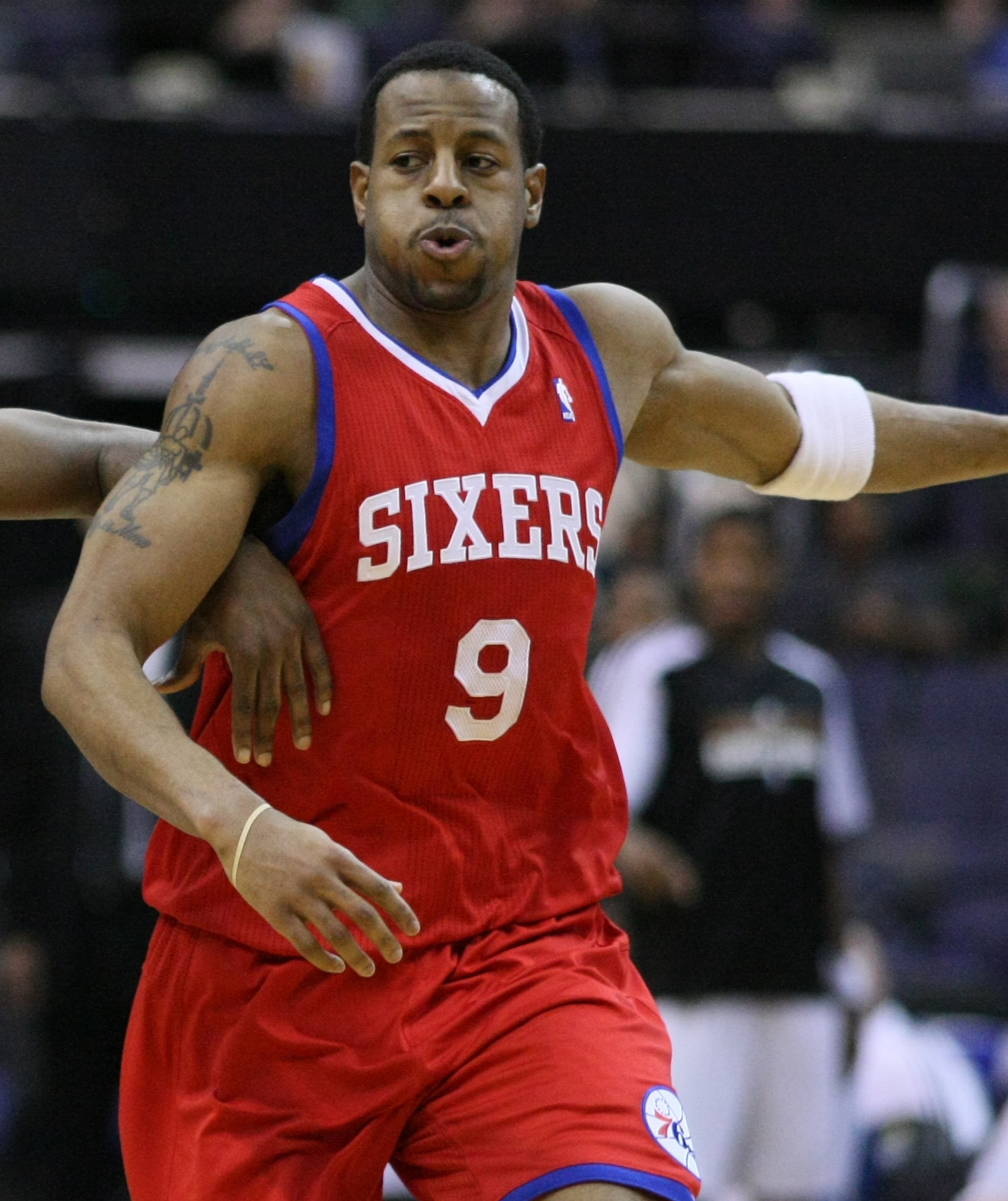
Andre Iguodala

L'11 gennaio il GM dei Sixers Billy King annuncia che l'ala veterana Chris Webber ha accettato una buonuscita ed ha rescisso il suo contratto con i Sixers. I Sixers hanno pagato 36 milioni di dollari a Webber per il restante anno e mezzo di contratto (7 in meno di quanto gli avrebbero dovuto pagare) facendolo diventare free agent. Poco dopo Webber si è accordato con i Detroit Pistons. I Sixers selezionano poi l'ala piccola di Georgia Tech Thaddeus Young con la 12ª scelta assoluta. In seguito ingaggiano dai Miami Heat l'ala grande Jason Smith (21ª scelta da Colorado State), la guardia/ala piccola Derrick Byars dai Portland Trail Blazers (42ª scelta da Vanderbilt) e l'ala grande Herbert Hill dagli Utah Jazz (da Providence). Il 4 dicembre 2007 i Sixers licenziano King sostituendolo con il GM dei New Jersey Nets Ed Stefanski. Dopo la partenza di Iverson la leadership della squadra viene data all'altro A.I., Andre Iguodala. Con Iguodala i Sixers conquistano un posto ai Playoffs grazie ad una vittoria sugli Atlanta Hawks il 4 aprile 2008; era la prima volta dal 2005 che i Sixers si qualificavano per la postseason, nonché la prima dall'addio di Iverson. Vengono tuttavia eliminati per 4-2 dai Detroit Pistons al primo turno. Nonostante l'eliminazione i tifosi considerano la stagione un successo, visto che agli inizi di febbraio i Sixers erano a 12 partite dal 50% e avrebbero concluso la stagione con un record di 40-42.
Il 9 luglio 2008 i Sixers piazzano un colpo di mercato ingaggiando Elton Brand (2 volte All-Star e Rookie of the Year nel 2000), facendogli firmare un contratto di 5 anni a 79,795 milioni di dollari. I Sixers sono stati in grado di ingaggiarlo dopo aver ceduto Rodney Carney e aver rinunciato a tutti i free agent con restrizioni. Brand aveva inizialmente scelto di rinnovare il suo contratto con i Los Angeles Clippers, ma poi scelse di firmare con i Sixers per l'offerta più alta (ritenendola il "Philly-max") e per le maggiori possibilità di vincere l'NBA giocando in Eastern Conference. Questa mossa è stata oggetto di polemiche quando emerse un patto segreto tra lui e Baron Davis per giocare insieme nei Clippers. In seguito la squadra ha firmato la guardia free agent Royal Ivey dai Milwaukee Bucks, Kareem Rush dagli Indiana Pacers e l'ex Sixer Theo Ratliff dopo l'infortunio di Jason Smith. Il 2 settembre 2008 viene ingaggiato Donyell Marshall dopo che questo aveva dichiarato di voler tornare a casa e terminare la carriera nella città dell'amore fraterno. Rush, Ivey, Ratliff e Marshall firmarono tutti contratti al minimo stipendio salariale di veterani, ma erano considerati perni di una squadra in crescita. Durante l'off-season i Sixers rifirmano anche due importanti free agent: Lou Williams e Andre Iguodala, facendogli firmare rispettivamente un contratto a 5 anni a 25 milioni di dollari e uno di 6 anni a 80 milioni di dollari. Tuttavia i Sixers non riescono a ripetere le prestazioni dell'anno precedente. I Sixers partono con un record di 9-14 prima di licenziare l'allenatore Maurice Cheeks il 13 dicembre. Viene nominato allenatore l'assistente GM Tony DiLeo e le prestazioni dei Sixers migliorano gradualmente. Finiscono la stagione con un record di 41-41 (32-27 sotto la guida di DiLeo).
La prima stagione di Brand con i Sixers si conclude in anticipo a causa di un infortunio alla spalla destra e del relativo intervento. Nonostante la perdita di Brand i Sixers si guadagnano un posto ai Playoffs grazie alla vittoria sui Detroit Pistons per 90-95 il 4 aprile 2009. Al primo turno incontrano gli Orlando Magic. Tre delle prime quattro partite hanno finali al cardiopalma. Young e Iguodala realizzano tiri vittoria allo scadere rispettivamente in gara 1 e 3 mentre il Magic Hedo Türkoğlu realizza il tiro vincente in gara-4. Proprio come l'anno precedente i Sixers guidano la serie per 2-1, ma i Orlando Magic vincono tre partite consecutive eliminando i Sixers dai play-off. Durante l'off-season 2009 i Sixers selezionano al Draft il playmaker Jrue Holiday da UCLA con la 17ª scelta. I Sixers cedono poi l'ala grande Reggie Evans ai Toronto Raptors in cambio dell'ala piccola specialista da tre punti Jason Kapono, vincitore del Three-point Shootout nel 2007 e nel 2008. Questa offseason segna anche il ritorno del logo utilizzato dal 1977 al 1997, insieme a un nuovo stadio e a nuove uniformi rispetto a quelle introdotte nel 1982-83.

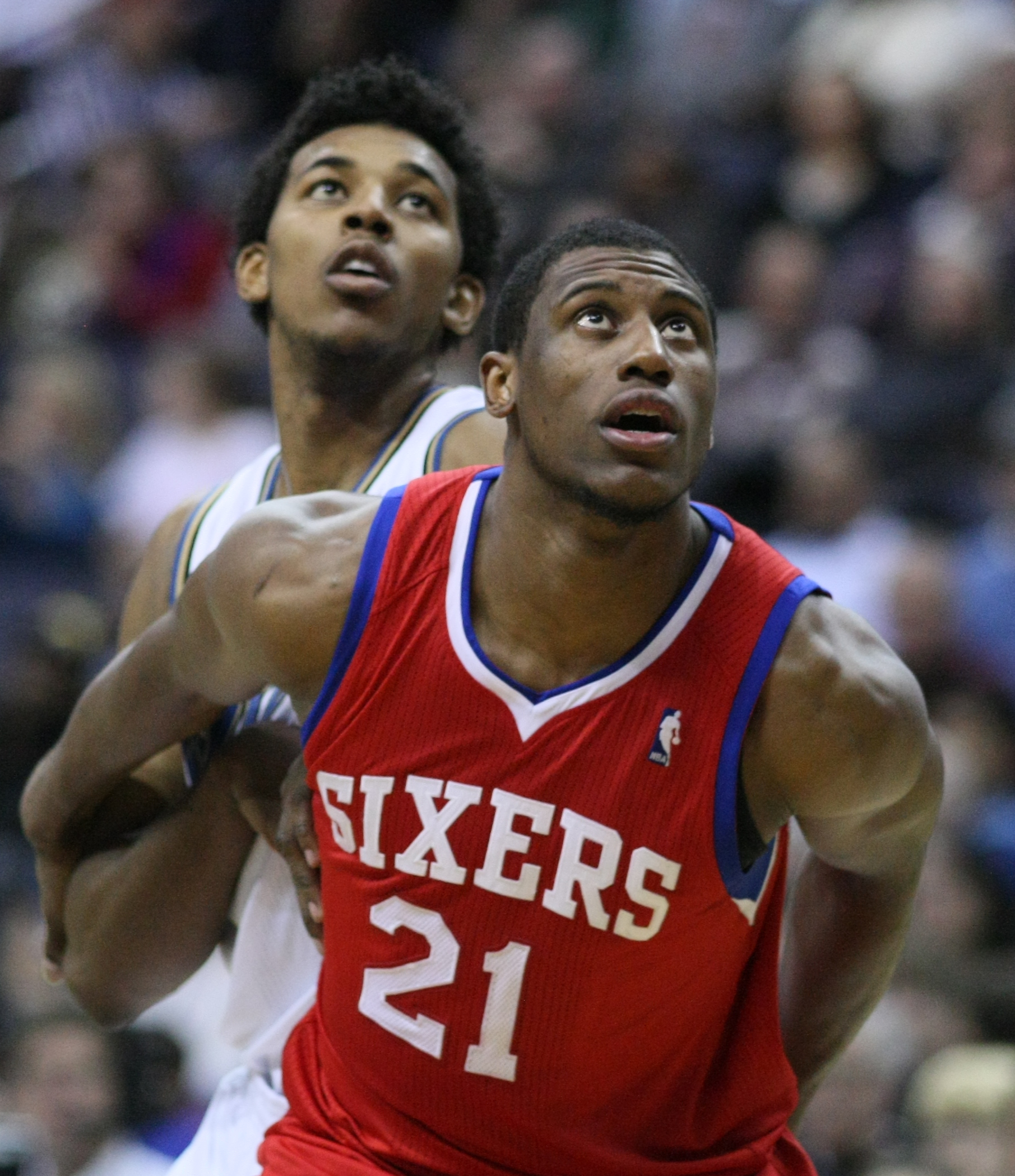
Thaddeus Young

Inoltre, il 13 marzo 2009 i 76ers hanno giocato per l'ultima volta prima della demolizione al vecchio palazzetto: "The Spectrum". Per l'occasione si sono riuniti tutti i più importanti giocatori della storia dei 76ers come Julius Erving e Moses Malone. I 76ers hanno battuto i Chicago Bulls 104 a 101. Lo stadio verrà poi fatto implodere a capodanno 2010.
A seguito della sconfitta ai play-off DiLeo torna al suo ruolo di ufficio lasciando il ruolo di allenatore vacante. Il 1º giugno 2009 viene nominato nuovo allenatore Eddie Jordan, ex allenatore dei Washington Wizards. Il 13 dicembre 2009 viene annunciato l'ingaggio di Iverson, che firma un contratto non garantito di un anno a 1,3 milioni di dollari ripartiti proporzionalmente, facendogli così fare ritorno nella squadra che lo ha lanciato. Dopo essere partiti con un record di 5-13 i Sixers perdono per circa 30 partite Lou Williams a causa di un infortunio. Iverson fa il suo secondo debutto contro la squadra alla quale era stato ceduto, i Denver Nuggets, in uno stadio tutto esaurito segnando 11 punti, 6 assist e 5 rimbalzi. Tuttavia l'euforia per il ritorno di Iverson dura poco: il 22 febbraio il giocatore annuncia infatti di lasciare temporaneamente a causa della malattia della figlia; poche settimane dopo i Sixers annunciano che Iverson non rientrerà per il resto della stagione. I Sixers chiudono la stagione con un record di 27-55, chiudendo la prima stagione con più di 50 sconfitte dal 1998. Molti dissero che alla base di questa crisi ci fosse l'incapacità di molti giocatori di giocare all'interno dello schema offensivo Princeton di Jordan, con alcuni giocatori scontenti del sistema. Poche ore dopo l'ultima partita dei Sixers a Orlando il 14 aprile, la squadra licenzia Jordan dopo una sola stagione. È stato il quarto allenatore ad essere licenziato in una stagione o meno dopo l'addio di Larry Brown nel 2003.
Il 20 maggio 2010 viene nominato allenatore Doug Collins, in precedenza commentatore per la rete televisiva TNT. Collins aveva giocato con i Sixers per tutta la sua carriera dopo essere stato la prima scelta al draft 1973 e aveva già avuto esperienze da allenatore con i Chicago Bulls, i Detroit Pistons e i Washington Wizards. I Sixers avevano la sesta probabilità più alta di guadagnarsi la prima scelta al draft 2010 e riuscirono ad ottenere la seconda scelta assoluta battendo Golden State Warriors, Sacramento Kings, Minnesota Timberwolves e New Jersey Nets, che avevano tutti possibilità più alte. La usarono per scegliere Evan Turner da Ohio State. I Sixers partono con un pessimo record di 3-13, ma riescono poi a capovolgere la situazione portandosi sul 38-29 per concludere 41-41. Il 1º aprile 2011 conquistano un posto per i play-off per la terza volta negli ultimi quattro anni. I Sixers mostrano un ottimo gioco, ma vengono sconfitti per 4-1 dai Miami Heat al primo turno. Nonostante la sconfitta Collins è stato lodato per aver trasformato una squadra incognita alla sua prima stagione, oltre ad essere riuscito a vincere una partita ai play-off contro una squadra che si pensava avrebbe schiacciato i Sixers.
Il 13 luglio 2011 Comcast-Spectacor raggiunge un accordo per cedere i Sixers ad un gruppo di investitori guidato dal cofondatore di Apollo Global Management Joshua Harris. Il gruppo di Harris ha pagato più di 280 milioni di $ per l'acquisto della franchigia. La vendita non include alcuna quota a Flyers o Comcast Sportsnet. La squadra nel prossimo futuro continuerà a giocare le partite casalinghe al Wachovia Center. Il rapper Will Smith (nativo di Filadelfia) e sua moglie Jada Pinkett Smith sono alcuni famosi proprietari. Il gruppo ha deciso di riconfermare Doug Collins come allenatore e Rod Thorn come presidente mentre Stefanski, che era direttore generale della squadra dal 2007, viene sollevato dal suo incarico. Harris e il resto della proprietà hanno tenuto una conferenza stampa presso il The Palestra nell'ottobre 2011 per presentarsi ai giornalisti di Filadelfia. Adam Aron è stato nominato amministratore delegato della squadra. Aron ha annunciato una serie di iniziative a favore dei tifosi in occasione della conferenza stampa, tra le quali una revisione dei prezzi dei biglietti. Ha anche introdotto una nuova campagna di marketing. La squadra ha anche adottato un nuovo motto: Appassionato. Intenso. Orgoglioso. La nuova campagna di marketing sottolinea la storia della franchigia (la terza con più vittorie e con più apparizioni ai play-off nella storia dell'NBA). La stagione 2011-2012 viene ritardata a dicembre e i Sixers non giocano partite casalinghe fino al 6 gennaio 2012. L'apertura in casa segna l'introduzione di una migliore presentazione delle partite al Wachovia Center. I Sixers hanno la miglior partenza dal 2000-01 partendo con un record di 20-9, combattendo per la testa della Eastern Conference e piazzandosi in testa alla Atlantic Division. Per la prima volta dalla partenza di Iverson un Sixer viene scelto per partecipare all'All-Star Game con Iguodala che partecipa all'evento per la prima volta in carriera. È stato inoltre selezionato per rappresentare gli USA alle Olimpiadi del 2012. I Sixers avrebbero comunque concluso la stagione con un record di 15-22, con un record complessivo di 35-31. Il calo della squadra è da attribuirsi alla mancanza di un vero e proprio marcatore; i Sixers infatti escono prima dalle prime tre della Eastern Conference perdendo poi anche la testa della Atlantic Division. Riescono comunque a conquistare alla penultima partita della stagione la loro quarta apparizione ai play-off nelle ultime cinque stagioni. Philadelphia si classifica ottava per i play-off incontrando quindi i Chicago Bulls, che avevano chiuso la stagione in prima posizione ed erano dunque strafavoriti per la vittoria della serie. Nonostante la sconfitta in gara 1 durante questa partita Derrick Rose, leader dei Bulls, si infortuna gravemente dovendo quindi chiudere la stagione. I Sixers riescono a vincere la serie per 4-2 vincendo la loro prima serie dal 2003. Era inoltre la quinta volta nella storia dell'NBA che un'ottava classificata riusciva a battere una prima classificata. Incontrano poi al secondo turno i rivali Boston Celtics, vincitori dell'Atlantic Division negli ultimi 4 anni. I Sixers vengono eliminati dai Celtics, ma solo alla settima partita.

### 2012-2016: "The Process"

Stemma della squadra utilizzato fino al 2015

Al draft 2012 i Sixers selezionano Moe Harkless e Arnett Moultrie (quest'ultimo acquisito dai Miami Heat). Il 4 luglio 2012 viene inoltre tagliato Brand, grande delusione durante tutta la sua permanenza a Filadelfia. Il 9 agosto prendono inoltre parte insieme a Los Angeles Lakers, Orlando Magic e Denver Nuggets alla mega-trade che ha portato Dwight Howard ai Lakers, cedendo Iguodala, Nikola Vučević e Moe Harkless e acquisendo il veterano Jason Richardson, ma soprattutto Andrew Bynum, All-Star considerato dopo Dwight Howard il centro più forte in attività. Bynum è tuttavia costretto a saltare le prime partite della stagione a causa di un infortunio al dito. La squadra inizia quindi la stagione con un roster profondamente rivoluzionato e con la speranza, grazie al nuovo acquisto Bynum, di poter finalmente lottare per le prime posizioni della Eastern Conference. Durante la stagione i Sixers sono però letteralmente falcidiati dagli infortuni; tra gli altri, sono stati assenti diverse settimane Jrue Holiday e Thaddeus Young e a fine stagione solo Evan Turner e Spencer Hawes riescono a disputare tutte le partite. Il 16 marzo, inoltre, dopo numerosi rinvii, viene annunciato che Bynum salterà tutta la stagione. Soprattutto a causa degli infortuni, i Sixers chiudono con un record di 34-48, appena fuori dalla zona play-off. Unica nota positiva è Jrue Holiday, che con le sue prestazioni si guadagna la convocazione per l'All-Star Game, imponendosi come il vero leader della squadra.

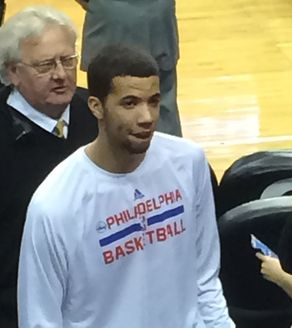
Michael Carter-Williams

A fine stagione l'allenatore Doug Collins annuncia le sue dimissioni, precisando però di rimanere nello staff della squadra come consulente; viene inoltre licenziato il presidente Tony DiLeo, che viene sostituito da Sam Hinkie (ex vice presidente degli Houston Rockets), mentre annuncia le sue dimissioni l'amministratore delegato Adam Aron (che rimane comunque uno dei proprietari della squadra), sostituito da Scott O'Neil. Bynum, invece, rimasto free agent, decide di firmare con i Cleveland Cavaliers, senza mai essere sceso in campo con la maglia dei Sixers. Al draft viene selezionato con l'11° scelta il playmaker Michael Carter-Williams, mentre Holiday viene ceduto ai New Orleans Pelicans in cambio di Nerlens Noel. Il progetto della nuova dirigenza è di ricostruire la squadra da capo, puntando a chiudere la stagione in arrivo all'ultimo posto, in modo da ottenere una delle prime scelte al draft 2014 (considerato dagli esperti potenzialmente uno dei migliori draft della storia), da affiancare a Carter-Williams (considerato però ancora troppo acerbo per guidare una squadra NBA) e Noel (considerato da molti la prima scelta virtuale al draft passato, ma che sarà costretto a saltare gran parte della stagione alle porte a causa della rottura del legamento crociato). Durante l'estate il roster viene completato esclusivamente con giocatori giovani free agent. La squadra si presenta senza veterani da affiancare al giovane Carter-Williams e con giocatori dal potenziale offensivo limitato. Secondo molti esperti i Sixers sono una delle peggiori squadre mai viste in NBA. Il 14 agosto 2013, a preparazione già iniziata, viene nominato nuovo allenatore Brett Brown, ex assistente allenatore dei San Antonio Spurs. Alla partita di debutto i Sixers sconfiggono clamorosamente i Miami Heat campioni in carica e nella settimana inaugurale Carter-Williams, viene nominato giocatore della settimana, diventando la seconda matricola nella storia dell'NBA dopo Shaquille O'Neal a vincere il premio di giocatore della settimana nella settimana inaugurale. Le vittorie successive contro Washington Wizards e Chicago Bulls catapultano la squadra ai vertici della Eastern Conference, facendo dei Sixers una delle più grandi sorprese della stagione. Successivamente, però, a causa anche di alcuni infortuni, diverse serie di sconfitte hanno gradualmente spinto i Sixers nei bassifondi della classifica. Per riprendere il progetto intrapreso a inizio stagione vengono allora rimessi sul mercato gli ultimi giocatori appetibili (a parte ovviamente Carter-Williams e Noel): Thaddeus Young, Evan Turner e Spencer Hawes. Il 20 febbraio 2014 Turner e Hawes vengono ceduti rispettivamente a Indiana Pacers e Cleveland Cavaliers in cambio di diverse scelte a draft futuri. Queste due cessioni indeboliscono ulteriormente la squadra, che inizia una lunga serie di sconfitte che arriverà a pareggiare la serie più lunga di sconfitte consecutive in NBA realizzata dai Cleveland Cavaliers. La squadra chiude la stagione con un record di 19-63, penultima in NBA. Nel draft 2014 i Sixers scelgono, con la terza scelta assoluta, il centro, paragonato al leggendario Hakeem Olajuwon, di origine camerunese Joel Embiid, insieme a Elfrid Payton, scelto con la decima assoluta, ma scambiato la sera stessa del draft con gli Orlando Magic per la dodicesima scelta Dario Šarić, che arriverà in squadra solo nella stagione 2014-2015. Nel secondo giro vengono scelti K.J. McDaniels (32ª scelta), Jerami Grant (39ª scelta), Vasilije Micić (52ª scelta). Nel Draft NBA 2015 grazie ad un record negativo di 18 vittorie e 64 sconfitte, riescono ad ottenere la terza scelta selezionando il centro, proveniente dai Duke Blue Devils, Jahlil Okafor. L'annata 2015-2016 vede i Philadelphia 76ers scrivere la storia dell'NBA, ottenendo il peggiore record della storia con 10 vittorie e 72 sconfitte.

### 2016-2022: la rinascita con Embiid e Simmons
Nel Draft NBA 2016, ottengono la prima scelta assoluta del draft, selezionando così l'ala australiana Ben Simmons. La stagione 2016-2017 inizia molto male per i Sixers causa dell'infortunio al quinto metatarso di Simmons. Nonostante ciò l'annata si conclude con un netto miglioramento di quelle precedente con un record di 28 vittorie e 54 sconfitte e con grandi prestazioni e speranze dei tifosi verso il centro Joel Embiid.
Nel Draft NBA 2017, i Philadelphia 76ers scambiano la loro terza scelta assoluta per la prima dei Boston Celtics, riuscendo così a scegliere il playmaker proveniente dall'Università di Washington Markelle Fultz.
La stagione 2017-2018 segna finalmente il punto di svolta della franchigia: i Sixers chiudono con un record di 52-30, terzi nella Eastern Conference, trascinati dalle prestazioni di Joel Embiid e Ben Simmons e nonostante l'infortunio del giovane Markelle Fultz. A stagione in corso, inoltre, ingaggiano il cestista italiano Marco Belinelli. Al primo turno di playoff affrontano i Miami Heat di Dwyane Wade (tornato in Florida dopo un inizio di stagione ai Cleveland Cavaliers) vincendo la serie per 4-1.
Il 10 novembre 2018 arriva via trade Jimmy Butler, andando a formare con Ben Simmons e Joel Embiid uno dei big three potenzialmente più forti della lega; il 6 febbraio 2019 arriva via trade anche Tobias Harris rendendo i Sixers una delle favorite al titolo.

### 2022-: L'abbandono di Butler e Simmons e l'esplosione di Tyrese Maxey
Dopo l'abbandono durante la free agency del 2019 di Jimmy Butler e la trade che ha portato Ben Simmons ai Nets in cambio di James Harden il 10 febbraio del 2022, i Sixers ripartono dal trio Harden/Embiid/Harris con il giovane Tyrese Maxey sempre più in crescita.
Nella stagione 2022-2023 Joel Embiid viene nominato MVP della lega, confermandosi come uno dei giocatori più dominanti dell'era moderna. Ma il 1º novembre del 2023, dopo diversi malumori, Harden viene ceduto ai Clippers, portando la franchigia della Pennsylvania a ripartire da Embiid e Maxey; quest'ultimo, a coronamento di una stagione in continua crescita, viene convocato all'All Star Game 2024.

## Arene di gioco
- Convention Hall e Philadelphia Arena (1963–1967)
- The Spectrum (1967-1996)
- Wells Fargo Center (1996-presente)

## Squadra attuale
| \| Pos. \| Num. \| Naz. \| Nome \| Altezza \| Peso \| Data nascita \| Provenienza \| \| ---- \| ---- \| ---- \| ---------------- \| ------- \| ------ \| ------------ \| -------------------------- \| \| P/G \| 0 \| \| Maxey, Tyrese \| 188 cm \| 91 kg \| 04-10-2000 \| Kentucky \| \| C \| 1 \| \| Drummond, Andre \| 208 cm \| 127 kg \| 10-08-1993 \| Connecticut \| \| G \| 5 \| \| Grimes, Quentin \| 196 cm \| 95 kg \| 08-05-2000 \| Houston \| \| P \| 7 \| \| Lowry, Kyle \| 183 cm \| 89 kg \| 25-03-1986 \| Villanova \| \| G/AP \| 8 \| \| George, Paul \| 203 cm \| 100 kg \| 02-05-1990 \| Fresno State \| \| G/AP \| 9 \| \| Oubre, Kelly \| 201 cm \| 92 kg \| 12-09-1995 \| Kansas \| \| G \| 14 \| \| Council, Ricky \| 198 cm \| 93 kg \| 03-08-2001 \| Arkansas \| \| G/AP \| 16 \| \| Walker, Lonnie \| 193 cm \| 93 kg \| 14-12-1998 \| Miami \| \| G/AP \| 19 \| \| Edwards, Justin \| 198 cm \| 95 kg \| 16-12-2003 \| Kentucky \| \| P \| 20 \| \| McCain, Jared \| 188 cm \| 92 kg \| 20-02-2004 \| Duke \| \| C \| 21 \| \| Embiid, Joel \| 213 cm \| 127 kg \| 16-03-1994 \| Kansas \| \| AG/C \| 22 \| \| Broome, Johni \| 208 cm \| 109 kg \| 19-07-2002 \| Auburn \| \| G/AP \| 23 \| \| Gordon, Eric \| 191 cm \| 98 kg \| 25-12-1988 \| Indiana \| \| AG/C \| 26 \| \| Almansa, Izan \| 208 cm \| 107 kg \| 07-06-2005 \| Perth Wildcats \| \| AG/C \| 30 \| \| Bona, Adem \| 203 cm \| 110 kg \| 28-03-2003 \| UCLA \| \| AG/C \| 65 \| \| Reese, Alex \| 206 cm \| 104 kg \| 29-05-1999 \| Alabama \| \| G \| 77 \| \| Edgecombe, V.J. \| 196 cm \| 82 kg \| 30-07-2005 \| Baylor \| \| AP \| \| \| Watford, Trendon \| 203 cm \| 108 kg \| 09-11-2000 \| Louisiana State University \| | Allenatore - Nick Nurse Assistente/i - Fabulous Flournoy - Bryan Gates - Matt Brase - Rico Hines - Mike Longabardi - Bobby Jackson - Doug West - Coby Karl Legenda - (C) Capitano - (FA) Free agent - (S) Sospeso - (TW) Contratto Two-way - (GL) Assegnato a squadra G League affiliata - Infortunato Roster • Transazioni · Ultima transazione: 27 giugno 2025 |                                             |                  |         |        |              |                            |
| Pos. | Num. | Naz.                                        | Nome             | Altezza | Peso   | Data nascita | Provenienza                |
| P/G | 0 | Stati Uniti (bandiera)                      | Maxey, Tyrese    | 188 cm  | 91 kg  | 04-10-2000   | Kentucky                   |
| C | 1 | Stati Uniti (bandiera)                      | Drummond, Andre  | 208 cm  | 127 kg | 10-08-1993   | Connecticut                |
| G | 5 | Stati Uniti (bandiera)                      | Grimes, Quentin  | 196 cm  | 95 kg  | 08-05-2000   | Houston                    |
| P | 7 | Stati Uniti (bandiera)                      | Lowry, Kyle      | 183 cm  | 89 kg  | 25-03-1986   | Villanova                  |
| G/AP | 8 | Stati Uniti (bandiera)                      | George, Paul     | 203 cm  | 100 kg | 02-05-1990   | Fresno State               |
| G/AP | 9 | Stati Uniti (bandiera)                      | Oubre, Kelly     | 201 cm  | 92 kg  | 12-09-1995   | Kansas                     |
| G | 14 | Stati Uniti (bandiera)                      | Council, Ricky   | 198 cm  | 93 kg  | 03-08-2001   | Arkansas                   |
| G/AP | 16 | Stati Uniti (bandiera)                      | Walker, Lonnie   | 193 cm  | 93 kg  | 14-12-1998   | Miami                      |
| G/AP | 19 | Stati Uniti (bandiera)                      | Edwards, Justin  | 198 cm  | 95 kg  | 16-12-2003   | Kentucky                   |
| P | 20 | Stati Uniti (bandiera)                      | McCain, Jared    | 188 cm  | 92 kg  | 20-02-2004   | Duke                       |
| C | 21 | Camerun (bandiera)                          | Embiid, Joel     | 213 cm  | 127 kg | 16-03-1994   | Kansas                     |
| AG/C | 22 | Stati Uniti (bandiera)                      | Broome, Johni    | 208 cm  | 109 kg | 19-07-2002   | Auburn                     |
| G/AP | 23 | Stati Uniti (bandiera) · Bahamas (bandiera) | Gordon, Eric     | 191 cm  | 98 kg  | 25-12-1988   | Indiana                    |
| AG/C | 26 | Spagna (bandiera)                           | Almansa, Izan    | 208 cm  | 107 kg | 07-06-2005   | Perth Wildcats             |
| AG/C | 30 | Turchia (bandiera)                          | Bona, Adem       | 203 cm  | 110 kg | 28-03-2003   | UCLA                       |
| AG/C | 65 | Stati Uniti (bandiera)                      | Reese, Alex      | 206 cm  | 104 kg | 29-05-1999   | Alabama                    |
| G | 77 | Bahamas (bandiera)                          | Edgecombe, V.J.  | 196 cm  | 82 kg  | 30-07-2005   | Baylor                     |
| AP | | Stati Uniti (bandiera)                      | Watford, Trendon | 203 cm  | 108 kg | 09-11-2000   | Louisiana State University |

## Record stagione per stagione
| Campione NBA | Campione di Division (Playoffs)/Conference | Campione di Division |

| Stagione                 | V    | P    | %    | Play-off | Risultati                                                                                                   |
| ------------------------ | ---- | ---- | ---- | --- | --- |
| Syracuse Nationals (NBL) |      |      |      | | |
| 1946-47                  | 21   | 23   | .467 | Perdono il primo round                                                                                           | Rochester 3, Syracuse 1                                                                                     |
| 1947-48                  | 24   | 36   | .400 | Perdono il primo round                                                                                           | Anderson 3, Syracuse 0                                                                                      |
| 1948-49                  | 40   | 23   | .635 | Vincono il primo round Perdono le semifinali di division                                                         | Syracuse 2, Hammond 0 Anderson 3, Syracuse 1                                                                |
| Totale NBL               | 85   | 82   | .509 | | |
| Playoffs NBL             | 4    | 9    | .308 | | |
| Syracuse Nationals (NBA) |      |      |      | | |
| 1949-50                  | 51   | 13   | .797 | Vincono le semifinali di division Vincono le finali di division Perdono le finali NBA                            | Syracuse 2, Philadelphia 0 Syracuse 2, New York 1 Minneapolis 4, Syracuse 2                                 |
| 1950-51                  | 32   | 34   | .485 | Vincono le semifinali di division Perdono le finali di division                                                  | Syracuse 2, Philadelphia 0 New York 3, Syracuse 2                                                           |
| 1951-52                  | 40   | 26   | .606 | Vincono le semifinali di division Perdono le finali di division                                                  | Syracuse 2, Philadelphia 1 New York 3, Syracuse 1                                                           |
| 1952-53                  | 47   | 24   | .662 | Perdono le semifinali di division                                                                                | Boston 2, Syracuse 0                                                                                        |
| 1953-54                  | 42   | 30   | .583 | Vincono le finali di division Perdono le finali NBA                                                              | Syracuse 2, Boston 0 Minneapolis 4, Syracuse 3                                                              |
| 1954-55                  | 43   | 29   | .597 | Vincono le finali di division Vincono le finali NBA                                                              | Syracuse 3, Boston 1 Syracuse 4, Fort Wayne 3                                                               |
| 1955-56                  | 35   | 37   | .486 | Vincono Tiebreaker Playoffs Vincono le semifinali di division Perdono le finali di division                      | Syracuse 1, New York 0 Syracuse 2, Boston 1 Philadelphia 3, Syracuse 2                                      |
| 1956-57                  | 38   | 34   | .528 | Vincono le semifinali di division Perdono le finali di division                                                  | Syracuse 2, Philadelphia 0 Boston 3, Syracuse 0                                                             |
| 1957-58                  | 41   | 31   | .569 | Perdono le semifinali di division                                                                                | Philadelphia 2, Syracuse 1                                                                                  |
| 1958-59                  | 35   | 37   | .486 | Vincono le semifinali di division Perdono le finali di division                                                  | Syracuse 2, New York 0 Boston 4, Syracuse 3                                                                 |
| 1959-60                  | 45   | 30   | .600 | Perdono le semifinali di division                                                                                | Philadelphia 2, Syracuse 1                                                                                  |
| 1960-61                  | 38   | 41   | .481 | Vincono le semifinali di division Perdono le finali di division                                                  | Syracuse 3, Philadelphia 0 Boston 4, Syracuse 1                                                             |
| 1961-62                  | 41   | 39   | .513 | Perdono le semifinali di division                                                                                | Philadelphia 3, Syracuse 2                                                                                  |
| 1962-63                  | 48   | 32   | .600 | Perdono le semifinali di division                                                                                | Cincinnati 3, Syracuse 2                                                                                    |
| Philadelphia 76ers (NBA) |      |      |      | | |
| 1963-64                  | 34   | 46   | .425 | Perdono le semifinali di division                                                                                | Cincinnati 3, Philadelphia 2                                                                                |
| 1964-65                  | 40   | 40   | .500 | Vincono le semifinali di division Perdono le finali di division                                                  | Philadelphia 3, Cincinnati 1 Boston 4, Philadelphia 3                                                       |
| 1965-66                  | 55   | 25   | .688 | Perdono le finali di division                                                                                    | Boston 4, Philadelphia 1                                                                                    |
| 1966-67                  | 68   | 13   | .840 | Vincono le semifinali di division Vincono le finali di division Vincono le finali NBA                            | Philadelphia 3, Cincinnati 1 Philadelphia 4, Boston 1 Philadelphia 4, San Francisco 2                       |
| 1967-68                  | 62   | 20   | .756 | Vincono le semifinali di division Perdono le finali di division                                                  | Philadelphia 4, New York 2 Boston 4, Philadelphia 3                                                         |
| 1968-69                  | 55   | 27   | .671 | Perdono le semifinali di division                                                                                | Boston 4, Philadelphia 1                                                                                    |
| 1969-70                  | 42   | 40   | .512 | Perdono le semifinali di division                                                                                | Milwaukee 4, Philadelphia 1                                                                                 |
| 1970-71                  | 47   | 35   | .573 | Perdono le semifinali di conference                                                                              | Baltimore 4, Philadelphia 2                                                                                 |
| 1971-72                  | 30   | 52   | .366 | | |
| 1972-73                  | 9    | 73   | .110 | | |
| 1973-74                  | 25   | 57   | .305 | | |
| 1974-75                  | 34   | 48   | .415 | | |
| 1975-76                  | 46   | 36   | .561 | Perdono il primo round                                                                                           | Buffalo 2, Philadelphia 1                                                                                   |
| 1976-77                  | 50   | 32   | .610 | Vincono le semifinali di conference Vincono le finali di conference Perdono le finali NBA                        | Philadelphia 4, Boston 3 Philadelphia 4, Houston 2 Portland 4, Philadelphia 2                               |
| 1977-78                  | 55   | 27   | .671 | Vincono il primo round Perdono le semifinali di conference                                                       | New York 4, Philadelphia 0 Washington 4, Philadelphia 2                                                     |
| 1978-79                  | 47   | 35   | .573 | Vincono il primo round Perdono le semifinali di conference                                                       | Philadelphia 2, New Jersey 0 San Antonio 4, Philadelphia 3                                                  |
| 1979-80                  | 59   | 23   | .720 | Vincono il primo round Vincono le semifinali di conference Vincono le finali di conference Perdono le finali NBA | Philadelphia 2, Washington 0 Philadelphia 4, Atlanta 1 Philadelphia 4, Boston 1 LA Lakers 4, Philadelphia 2 |
| 1980-81                  | 62   | 20   | .756 | Vincono il primo round Vincono le semifinali di conference Perdono le finali di conference                       | Philadelphia 2, Indiana 0 Philadelphia 4, Milwaukee 3 Boston 4, Philadelphia 3                              |
| 1981-82                  | 58   | 24   | .707 | Vincono il primo round Vincono le semifinali di conference Vincono le finali di conference Perdono le finali NBA | Philadelphia 2, Atlanta 0 Philadelphia 4, Milwaukee 2 Philadelphia 4, Boston 3 LA Lakers 4, Philadelphia 2  |
| 1982-83                  | 65   | 17   | .793 | Vincono le semifinali di conference Vincono le finali di conference Vincono le finali NBA                        | Philadelphia 4, New York 0 Philadelphia 4, Milwaukee 1 Philadelphia 4, LA Lakers 0                          |
| 1983-84                  | 52   | 30   | .634 | Perdono il primo round                                                                                           | New Jersey 3, Philadelphia 2                                                                                |
| 1984-85                  | 58   | 24   | .707 | Vincono il primo round Vincono le semifinali di conference Perdono le finali di conference                       | Philadelphia 3, Washington 1 Philadelphia 4, Milwaukee 0 Boston 4, Philadelphia 1                           |
| 1985-86                  | 54   | 28   | .659 | Vincono il primo round Perdono le semifinali di conference                                                       | Philadelphia 3, Washington 2 Milwaukee 4, Philadelphia 3                                                    |
| 1986-87                  | 45   | 37   | .549 | Perdono il primo round                                                                                           | Milwaukee 3, Philadelphia 2                                                                                 |
| 1987-88                  | 36   | 46   | .439 | | |
| 1988-89                  | 46   | 36   | .561 | Perdono il primo round                                                                                           | New York 3, Philadelphia 0                                                                                  |
| 1989-90                  | 53   | 29   | .646 | Vincono il primo round Perdono le semifinali di conference                                                       | Philadelphia 3, Cleveland 2 Chicago 4, Philadelphia 1                                                       |
| 1990-91                  | 44   | 38   | .537 | Vincono il primo round Perdono le semifinali di conference                                                       | Philadelphia 3, Milwaukee 0 Chicago 4, Philadelphia 1                                                       |
| 1991-92                  | 35   | 47   | .427 | | |
| 1992-93                  | 26   | 56   | .317 | | |
| 1993-94                  | 25   | 57   | .305 | | |
| 1994-95                  | 24   | 58   | .293 | | |
| 1995-96                  | 18   | 64   | .220 | | |
| 1996-97                  | 22   | 60   | .268 | | |
| 1997-98                  | 31   | 51   | .378 | | |
| 1998-99                  | 28   | 22   | .560 | Vincono il primo round Perdono le semifinali di conference                                                       | Philadelphia 3, Orlando 1 Indiana 4, Philadelphia 0                                                         |
| 1999-00                  | 49   | 33   | .598 | Vincono il primo round Perdono le semifinali di conference                                                       | Philadelphia 3, Charlotte 1 Indiana 4, Philadelphia 2                                                       |
| 2000-01                  | 56   | 26   | .683 | Vincono il primo round Vincono le semifinali di conference Vincono le finali di conference Perdono le finali NBA | Philadelphia 3, Indiana 1 Philadelphia 4, Toronto 3 Philadelphia 4, Milwaukee 3 LA Lakers 4, Philadelphia 1 |
| 2001-02                  | 43   | 39   | .524 | Perdono il primo round                                                                                           | Boston 3, Philadelphia 2                                                                                    |
| 2002-03                  | 48   | 34   | .585 | Vincono il primo round Perdono le semifinali di conference                                                       | Philadelphia 4, New Orleans 2 Detroit 4, Philadelphia 2                                                     |
| 2003-04                  | 33   | 49   | .402 | | |
| 2004-05                  | 43   | 39   | .524 | Perdono il primo round                                                                                           | Detroit 4, Philadelphia 1                                                                                   |
| 2005-06                  | 38   | 44   | .463 | | |
| 2006-07                  | 35   | 47   | .427 | | |
| 2007-08                  | 40   | 42   | .488 | Perdono il primo round                                                                                           | Detroit 4, Philadelphia 2                                                                                   |
| 2008-09                  | 41   | 41   | .500 | Perdono il primo round                                                                                           | Orlando 4, Philadelphia 2                                                                                   |
| 2009-10                  | 27   | 55   | .329 | | |
| 2010-11                  | 41   | 41   | .500 | Perdono il primo round                                                                                           | Miami 4, Philadelphia 1                                                                                     |
| 2011-12                  | 35   | 31   | .530 | Vincono il primo round Perdono le semifinali di conference                                                       | Philadelphia 4, Chicago 2 Boston 4, Philadelphia 3                                                          |
| 2012-13                  | 34   | 48   | .415 | | |
| 2013-14                  | 19   | 63   | .232 | | |
| 2014-15                  | 18   | 64   | .220 | | |
| 2015-16                  | 10   | 72   | .122 | | |
| 2016-17                  | 28   | 54   | .341 | | |
| 2017-18                  | 52   | 30   | .634 | Vincono il primo round Perdono le semifinali di conference                                                       | Philadelphia 4, Miami 1 Boston 4, Philadelphia 1                                                            |
| 2018-19                  | 51   | 31   | .621 | Vincono il primo round Perdono le semifinali di conference                                                       | Philadelphia 4, Brooklyn 1 Toronto 4, Philadelphia 3                                                        |
| 2019-20                  | 43   | 30   | .589 | Perdono il primo round                                                                                           | Philadelphia 0, Boston 4                                                                                    |
| 2020-21                  | 49   | 23   | .681 | Vincono il primo round Perdono le semifinali di Conference                                                       | Philadelphia 4, Washington 1 Atlanta 4, Philadelphia 3                                                      |
| 2021-22                  | 51   | 31   | .622 | Vincono il primo round Perdono le semifinali di Conference                                                       | Philadelphia 4, Toronto 2 Miami 4, Philadelphia 2                                                           |
| 2022-23                  | 54   | 28   | .659 | Vincono il primo round Perdono le semifinali di Conference                                                       | Philadelphia 4, Brooklyn 0 Boston 4, Philadelphia 3                                                         |
| 2023-24                  | 47   | 35   | .573 | Vincono il Play-in Game 7-8 Perdono il primo round                                                               | Philadelphia 1, Miami 0 New York 4, Philadelphia 2                                                          |
| 2024-25                  | 24   | 58   | .293 | | |
| Totale NBA               | 3125 | 2898 | .519 | | |
| Playoffs NBA             | 251  | 238  | .513 | 3 Titoli NBA | 3 Titoli NBA                                                                                                |

## Membri della Basketball Hall of Fame

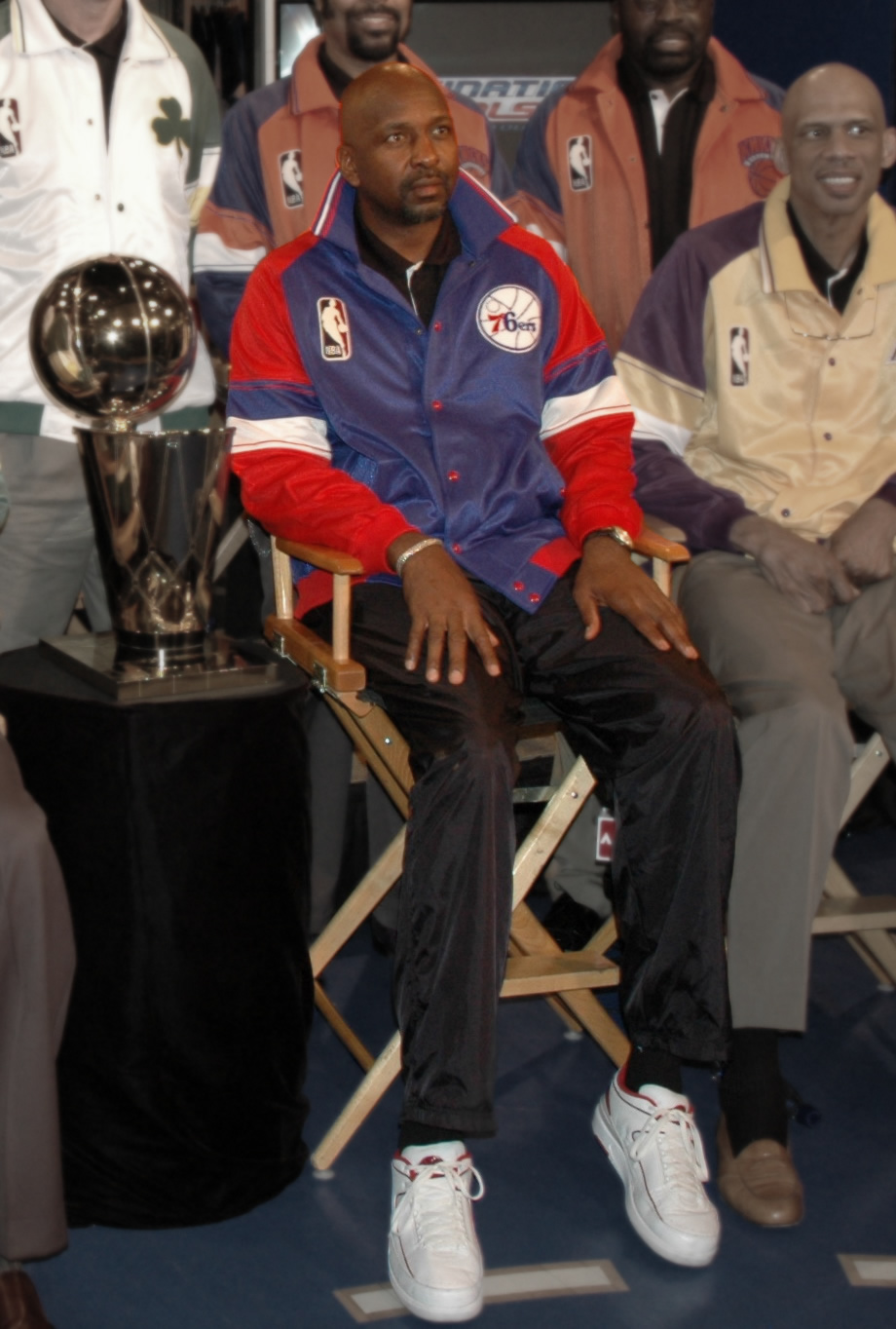
Moses Malone

| Membri Philadelphia 76ers nella Basketball Hall of Fame | Membri Philadelphia 76ers nella Basketball Hall of Fame | Membri Philadelphia 76ers nella Basketball Hall of Fame | Membri Philadelphia 76ers nella Basketball Hall of Fame | Membri Philadelphia 76ers nella Basketball Hall of Fame |
| Giocatori                                               | Giocatori                                               | Giocatori                                               | Giocatori                                               | Giocatori                                               |
| Num.                                                    | Nome                                                    | Ruolo                                                   | Stagione/i                                              | Introdotto                                              |
| ------------------------------------------------------- | ------------------------------------------------------- | ------------------------------------------------------- | ------------------------------------------------------- | ------------------------------------------------------- |
| 4 55                                                    | Dolph Schayes                                           | AG/C                                                    | 1948–1964                                               | 1973                                                    |
| 13                                                      | Wilt Chamberlain                                        | C                                                       | 1965–1968                                               | 1979                                                    |
| 15                                                      | Hal Greer                                               | P/AP                                                    | 1958–1973                                               | 1982                                                    |
| 15                                                      | Al Cervi                                                | AP/P                                                    | 1948–1953                                               | 1985                                                    |
| 32                                                      | Billy Cunningham                                        | AP/AG                                                   | 1965–1972 1974–1976                                     | 1986                                                    |
| 6                                                       | Julius Erving                                           | AP                                                      | 1976–1987                                               | 1993                                                    |
| 12                                                      | George Yardley                                          | AP/G                                                    | 1959–1960                                               | 1996                                                    |
| 16                                                      | Bailey Howell                                           | AP/G                                                    | 1970–1971                                               | 1997                                                    |
| 11                                                      | Bob McAdoo                                              | AG/C                                                    | 1986                                                    | 2000                                                    |
| 2                                                       | Moses Malone                                            | C/AG                                                    | 1982–1986 1993–1994                                     | 2001                                                    |
| 32 34                                                   | Charles Barkley                                         | AG/G                                                    | 1984–1992                                               | 2006                                                    |
| 25                                                      | Chet Walker                                             | AP                                                      | 1962–1969                                               | 2012                                                    |
| 55                                                      | Dikembe Mutombo                                         | C                                                       | 2001–2002                                               | 2015                                                    |
| 3                                                       | Allen Iverson                                           | G/P                                                     | 1996–2006 2009–2010                                     | 2016                                                    |
| 30                                                      | George McGinnis                                         | AG                                                      | 1975–1978                                               | 2017                                                    |
| 10                                                      | Maurice Cheeks                                          | P                                                       | 1978–1989                                               | 2018                                                    |
| Allenatori                                              |                                                         |                                                         |                                                         |                                                         |
| Nome                                                    | Nome                                                    | Ruolo                                                   | Stagione/i                                              | introdotto                                              |
| Bennie Borgmann                                         | Bennie Borgmann                                         | Allenatore                                              | 1946–1948                                               | 1961                                                    |
| Jack Ramsay                                             | Jack Ramsay                                             | Allenatore                                              | 1968–1972                                               | 1992                                                    |
| Alex Hannum                                             | Alex Hannum                                             | Allenatore                                              | 1960–1963 1966–1968                                     | 1998                                                    |
| Larry Brown                                             | Larry Brown                                             | Allenatore                                              | 1997–2003                                               | 2002                                                    |
| Contributori                                            |                                                         |                                                         |                                                         |                                                         |
| Nome                                                    | Nome                                                    | Ruolo                                                   | Stagione/i                                              | Introdotto                                              |
| Danny Biasone                                           | Danny Biasone                                           | —                                                       | —                                                       | 2000                                                    |
| Earl Lloyd                                              | Earl Lloyd                                              | —                                                       | —                                                       | 2003                                                    |
| Rod Thorn                                               | Rod Thorn                                               | —                                                       | —                                                       | 2018                                                    |

## Numeri ritirati
| Numeri ritirati Philadelphia 76ers |                  |              |                       |                  |
| Num.                               | Giocatore        | Ruolo        | Stagioni              | Giorno ritiro    |
| 2                                  | Moses Malone     | C            | 1982–1986             | 8 febbraio 2019  |
| 3                                  | Allen Iverson    | P            | 1996–2006 2009–2010   | 1º marzo 2014    |
| 4                                  | Dolph Schayes    | A/C          | 1948–1964 1           | 12 marzo 2016    |
| 6                                  | Julius Erving    | AP           | 1976–1987             | 18 aprile 1988   |
| 10                                 | Maurice Cheeks   | P            | 1978–1989 2           | 6 febbraio 1995  |
| 13                                 | Wilt Chamberlain | C            | 1965–1968 3           | 18 marzo 1991    |
| 15                                 | Hal Greer        | G/P          | 1963–1973 4           | 19 novembre 1976 |
| 24                                 | Bobby Jones      | A            | 1978–1986             | 7 novembre 1986  |
| 32                                 | Billy Cunningham | A            | 1965–1972 1974–1976 5 | 17 dicembre 1976 |
| 34                                 | Charles Barkley  | AG           | 1984–1992             | 30 marzo 2001    |
|                                    | Dave Zinkoff     | Annunciatore | 1963–1985 6           | 25 marzo 1986    |

Note:

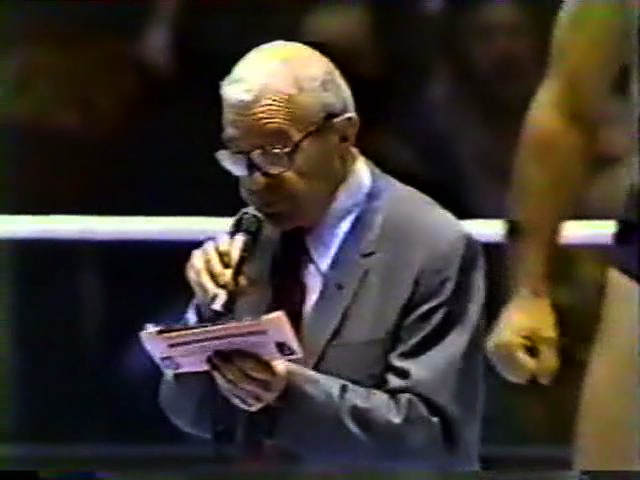
L'ex annunciatore dei Sixers Dave Zinkoff

- 1 anche come giocatore-allenatore (1963–1966).
- 2 anche come capo allenatore (2005–2008).
- 3 anche come Philadelphia Warriors (1959–1962).
- 4 1958–1963 a Syracuse.
- 5 anche come capo allenatore (1977–1985).
- 6 anche come Philadelphia Warriors, (1946–1962).
- Il numero 2, appartenuto a Moses Malone, non è mai stato ufficialmente ritirato, ma non è comunque più utilizzabile da nessun giocatore della squadra.

## Allenatori
| Legenda | Legenda                                                  |
| ------- | -------------------------------------------------------- |
| PA      | Partite allenate                                         |
| V       | Vittorie                                                 |
| S       | Sconfitte                                                |
| V%      | Percentuale di vittorie                                  |
|         | Ha trascorso l'intera sua carriera con i Nationals/76ers |
|         | Eletto nella Basketball Hall of Fame                     |

Note: Statistiche aggiornate a fine stagione 2022-2023.
| Syracuse Nationals (NBL) |                  |           |     |     |     |      |     |    |    |      |                                       |               |
| 1                        | Bennie Borgmann  | 1946-1948 | 104 | 45  | 59  | .433 | 6   | 1  | 6  | .143 |                                       |               |
| 2                        | Al Cervi         | 1948–1949 | 73  | 40  | 23  | .656 | 6   | 3  | 3  | .500 |                                       |               |
| Syracuse Nationals (NBA) |                  |           |     |     |     |      |     |    |    |      |                                       |               |
| —                        | Al Cervi         | 1949–1956 | 495 | 294 | 201 | .594 | 60  | 34 | 26 | .567 | 1 Titolo NBA (1955)                   | [ 9 ] [ 10 ]  |
| 3                        | Paul Seymour     | 1956–1960 | 279 | 155 | 124 | .556 | 20  | 9  | 11 | .450 |                                       | [ 12 ] [ 13 ] |
| 4                        | Alex Hannum      | 1960–1963 | 239 | 127 | 112 | .531 | 18  | 8  | 10 | .444 |                                       | [ 14 ]        |
| Philadelphia 76ers (NBA) |                  |           |     |     |     |      |     |    |    |      |                                       |               |
| 5                        | Dolph Schayes    | 1963–1966 | 240 | 129 | 111 | .538 | 21  | 9  | 12 | .429 | 1965–66 Allenatore dell'anno NBA      | [ 17 ] [ 18 ] |
| —                        | Alex Hannum      | 1966–1968 | 163 | 130 | 33  | .798 | 28  | 18 | 10 | .643 | 1 Titolo NBA (1967)                   | [ 14 ]        |
| 6                        | Jack Ramsay      | 1968–1972 | 328 | 174 | 154 | .530 | 17  | 5  | 12 | .294 | Uno dei top 10 coaches in NBA history | [ 20 ]        |
| 7                        | Roy Rubin        | 1972–1973 | 51  | 4   | 47  | .078 | —   | —  | —  | —    |                                       | [ 21 ]        |
| 8                        | Kevin Loughery   | 1973      | 31  | 5   | 26  | .161 | —   | —  | —  | —    |                                       | [ 22 ] [ 23 ] |
| 9                        | Gene Shue        | 1973–1977 | 334 | 157 | 177 | .470 | 22  | 11 | 11 | .500 |                                       | [ 24 ]        |
| 10                       | Billy Cunningham | 1977–1985 | 650 | 454 | 196 | .698 | 105 | 66 | 39 | .629 | 1 Titolo NBA (1983)                   | [ 25 ]        |
| 11                       | Matt Guokas      | 1985–1988 | 207 | 119 | 88  | .575 | 17  | 8  | 9  | .471 |                                       | [ 26 ]        |
| 12                       | Jim Lynam        | 1988–1992 | 367 | 194 | 173 | .529 | 21  | 8  | 13 | .381 |                                       | [ 27 ]        |
| 13                       | Doug Moe         | 1992–1993 | 56  | 19  | 37  | .339 | —   | —  | —  | —    |                                       | [ 28 ]        |
| 14                       | Fred Carter      | 1993–1994 | 108 | 32  | 76  | .296 | —   | —  | —  | —    |                                       | [ 29 ]        |
| 15                       | John Lucas       | 1994–1996 | 164 | 42  | 122 | .256 | —   | —  | —  | —    |                                       | [ 30 ]        |
| 16                       | Johnny Davis     | 1996–1997 | 82  | 22  | 60  | .268 | —   | —  | —  | —    |                                       | [ 31 ]        |
| 17                       | Larry Brown      | 1997–2003 | 460 | 255 | 205 | .554 | 58  | 28 | 30 | .483 | 2000–01 Allenatore dell'anno NBA      | [ 32 ]        |
| 18                       | Randy Ayers      | 2003–2004 | 52  | 21  | 31  | .404 | —   | —  | —  | —    |                                       | [ 33 ]        |
| 19                       | Chris Ford       | 2004      | 30  | 12  | 18  | .400 | —   | —  | —  | —    |                                       | [ 34 ]        |
| 20                       | Jim O'Brien      | 2004–2005 | 82  | 43  | 39  | .524 | 5   | 1  | 4  | .200 |                                       | [ 35 ]        |
| 21                       | Maurice Cheeks   | 2005–2008 | 246 | 113 | 133 | .459 | 6   | 2  | 4  | .333 |                                       | [ 36 ]        |
| 22                       | Tony DiLeo       | 2008–2009 | 59  | 32  | 27  | .542 | 6   | 2  | 4  | .333 |                                       | [ 37 ]        |
| 23                       | Eddie Jordan     | 2009–2010 | 82  | 27  | 55  | .329 | —   | —  | —  | —    |                                       | [ 38 ]        |
| 24                       | Doug Collins     | 2010–2013 | 230 | 110 | 120 | .478 | 18  | 8  | 10 | .444 |                                       | [ 39 ]        |
| 25                       | Brett Brown      | 2013–2020 | 565 | 221 | 344 | .391 | 26  | 12 | 14 | .462 |                                       | [ 40 ]        |
| 26                       | Doc Rivers       | 2020–2023 | 236 | 154 | 82  | .653 | 35  | 20 | 15 | .571 |                                       |               |
| 27                       | Nick Nurse       | 2023–     | 0   | 0   | 0   | –    | —   | —  | —  | —    |                                       |               |

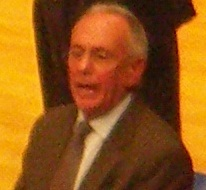
Larry Brown è stato l'allenatore dei Philadelphia 76ers per 518 partite dal 1997–2002, inclusa una Finale NBA nel 2001.
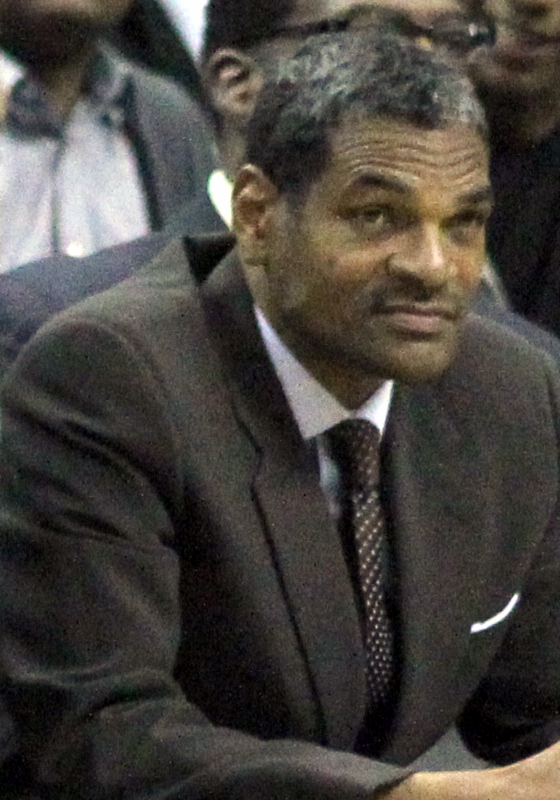
Maurice Cheeks è stato l'allenatore per 252 partite dal 2005–2007.
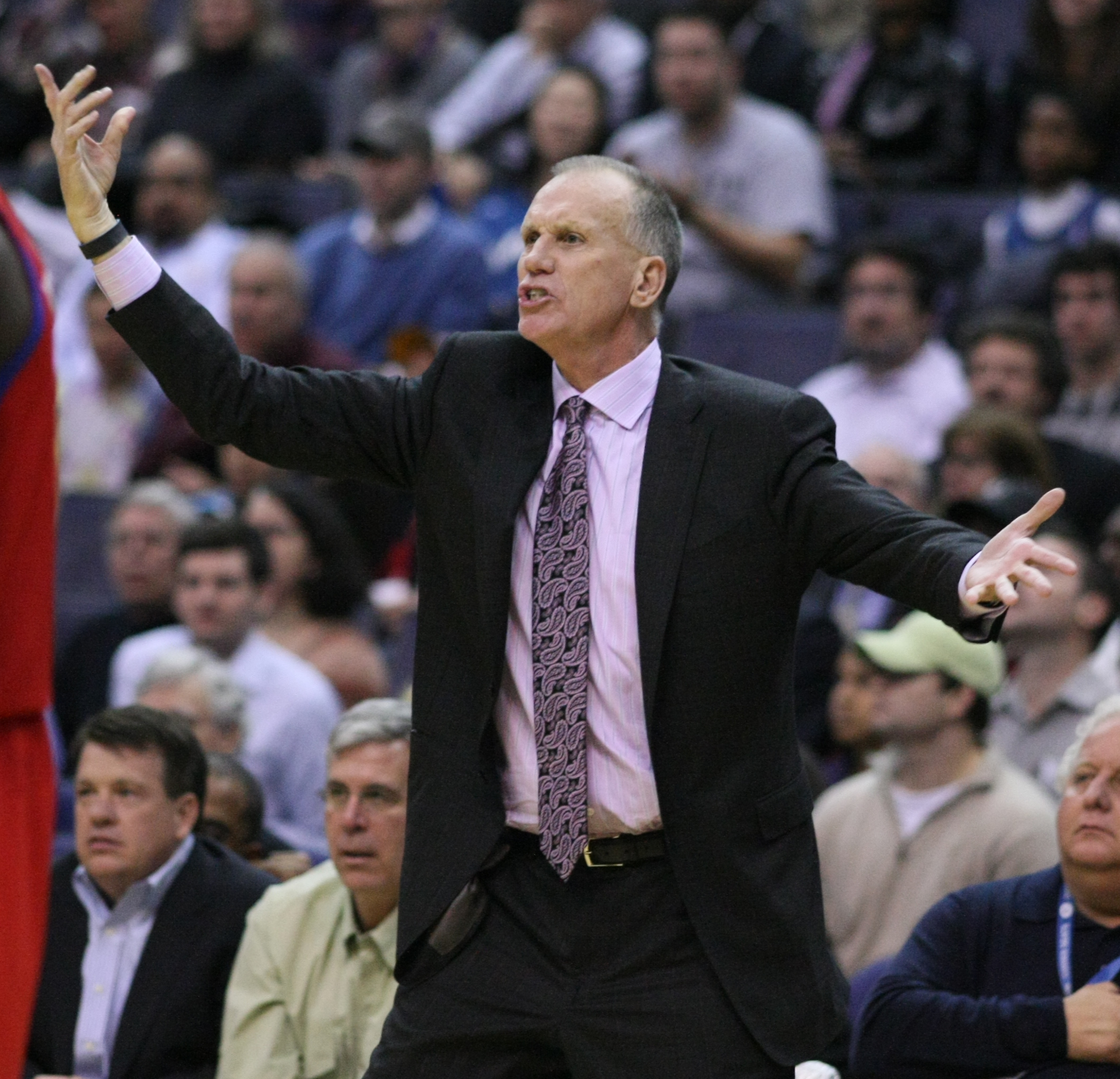
Doug Collins è stato l'allenatore per 248 partite dal 2010–2012.
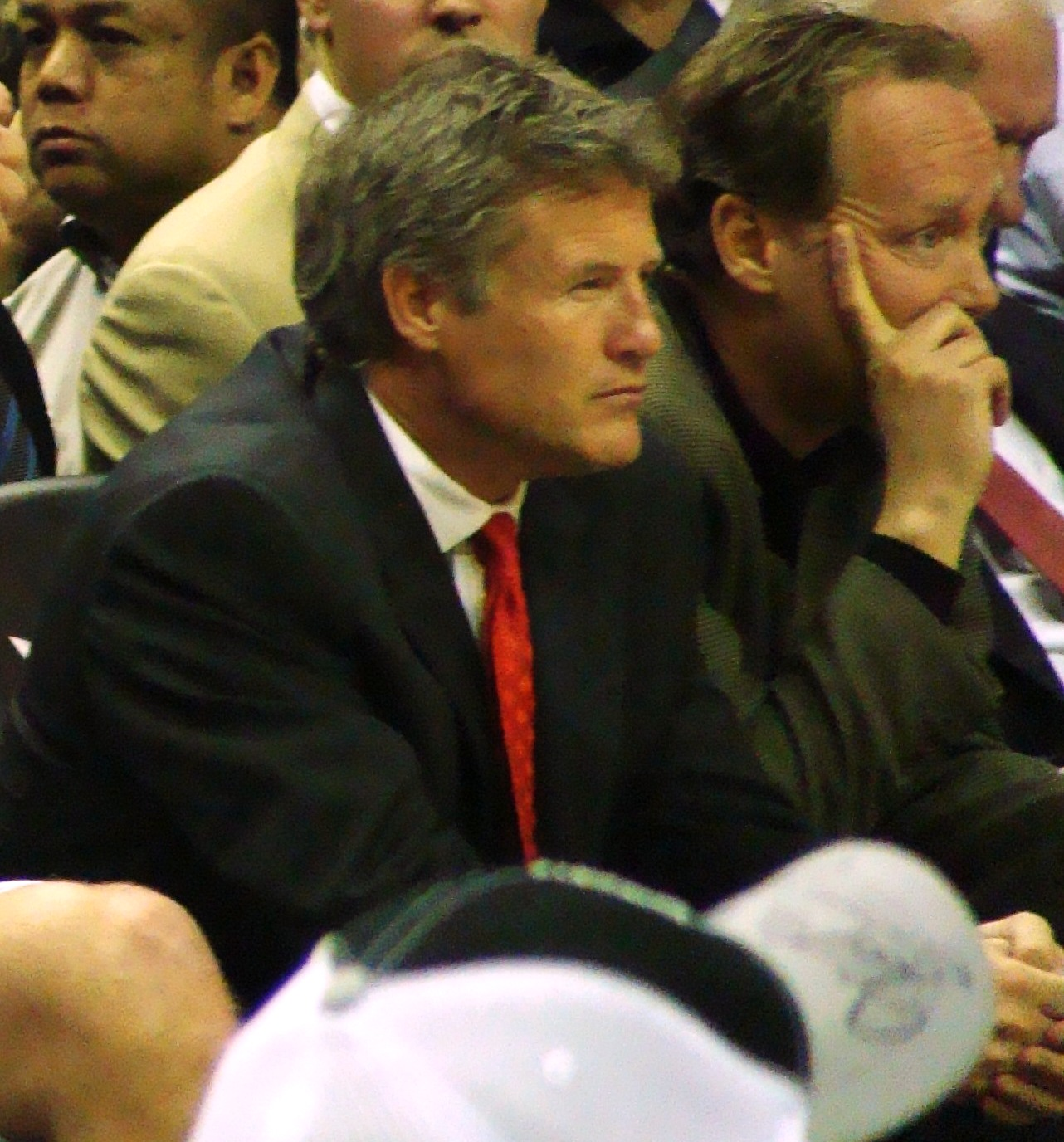
Brett Brown è stato l'allenatore per 591 partite dal 2013–2020.

## Palmarès
| Palmarès Philadelphia 76ers       |        | |
|                                   | Titoli | Anni |
| Titoli NBA                        | 3      | 1955, 1967, 1983 |
| Titoli di Division NBA (Playoffs) | 4      | 1950, 1954, 1955, 1967 |
| Titoli di Conference NBA          | 5      | 1977, 1980, 1982, 1983, 2001 |
| Titoli di Division NBA            | 12     | 1949-1950, 1951-1952, 1954-1955, 1965-1966, 1966-1967, 1967-1968, 1976-1977, 1977-1978, 1982-1983, 1989-1990, 2000-2001, 2020-2021 |

## Premi e riconoscimenti individuali
NBA Most Valuable Player Award
- Wilt Chamberlain - 1966, 1967, 1968
- Julius Erving - 1981
- Moses Malone - 1983
- Allen Iverson - 2001
- Joel Embiid - 2023

Bill Russell NBA Finals Most Valuable Player Award
- Moses Malone - 1983

NBA All-Star Game Most Valuable Player Award
- Hal Greer - 1968
- Julius Erving - 1977, 1983
- Charles Barkley - 1991
- Allen Iverson - 2001, 2005

NBA Defensive Player of the Year Award
- Dikembe Mutombo - 2001

NBA Rookie of the Year Award
- Allen Iverson - 1997
- Michael Carter-Williams - 2014
- Ben Simmons - 2018

NBA Sixth Man of the Year Award
- Bobby Jones - 1983
- Aaron McKie - 2001

NBA Most Improved Player Award
- Dana Barros - 1995
- Tyrese Maxey - 2024

NBA Coach of the Year Award
- Dolph Schayes - 1966
- Larry Brown - 2001

NBA Slam Dunk Contest
- Mac McClung - 2023

All-NBA First Team
- Dolph Schayes - 1952, 1953, 1954, 1955, 1957, 1958
- Wilt Chamberlain - 1966, 1967, 1968
- Billy Cunningham - 1969, 1970, 1971
- George McGinnis - 1976
- Julius Erving - 1978, 1980, 1981, 1982, 1983, 1984
- Moses Malone - 1983, 1985
- Charles Barkley - 1988, 1989, 1990, 1991
- Allen Iverson - 1999, 2001, 2005
- Joel Embiid - 2023

All-NBA Second Team
- Al Cervi - 1950
- Dolph Schayes - 1950, 1951, 1956, 1959, 1960, 1961
- Paul Seymour - 1954, 1955
- Larry Costello - 1961
- Hal Greer - 1963, 1964, 1965, 1966, 1967, 1968, 1969
- Wilt Chamberlain - 1965
- Billy Cunningham - 1972
- George McGinnis - 1977
- Julius Erving - 1977
- Moses Malone - 1984
- Charles Barkley - 1986, 1987, 1992
- Allen Iverson - 2000, 2002, 2003
- Dikembe Mutombo - 2001
- Joel Embiid - 2018, 2019, 2021, 2022

All-NBA Third Team
- Dikembe Mutombo - 2002
- Allen Iverson - 2006
- Ben Simmons - 2020

NBA All-Defensive First Team
- Bobby Jones - 1979, 1980, 1981, 1982, 1983, 1984
- Caldwell Jones - 1981, 1982
- Maurice Cheeks - 1983, 1984, 1985, 1986
- Moses Malone - 1983
- Dikembe Mutombo - 2001
- Robert Covington - 2018
- Ben Simmons - 2020, 2021

NBA All-Defensive Second Team
- Bobby Jones - 1985
- Maurice Cheeks - 1987
- Rick Mahorn - 1990
- Theo Ratliff - 1999
- Dikembe Mutombo - 2002
- Eric Snow - 2003
- Andre Iguodala - 2011
- Joel Embiid - 2018, 2021
- Matisse Thybulle - 2021, 2022

NBA All-Rookie First Team
- Lucious Jackson - 1965
- Billy Cunningham - 1966
- Freddie Boyd - 1973
- Charles Barkley - 1985
- Hersey Hawkins - 1989
- Jerry Stackhouse - 1996
- Allen Iverson - 1997
- Andre Iguodala - 2005
- Michael Carter-Williams - 2014
- Nerlens Noel - 2015
- Jahlil Okafor - 2016
- Joel Embiid - 2017
- Dario Šarić - 2017
- Ben Simmons - 2018

NBA All-Rookie Second Team
- Clarence Weatherspoon - 1993
- Shawn Bradley - 1994
- Sharone Wright - 1995
- Tim Thomas - 1998
- Thaddeus Young - 2008
- Landry Shamet - 2019

## Leader di franchigia
Maiuscolo giocatore ancora attivo ai 76ers.
Corsivo giocatore ancora attivo, non con i 76ers.
Punti segnati (regular season) aggiornato al 2 maggio 2024
- 1. Hal Greer (21.586)
- 2. Allen Iverson (19.931)
- 3. Dolph Schayes (18.438)
- 4. Julius Erving (18.364)
- 5. Charles Barkley (14.184)
- 6. Billy Cunningham (13.626)
- 7. Red Kerr (11.699)
- 8. Joel Embiid (12.071)
- 9. Maurice Cheeks (10.429)
- 10. Andre Iguodala (9.422)

- 11. Chet Walker (9.043)
- 12. Larry Costello (7.957)
- 13. Fred Carter (7.673)
- 14. Hersey Hawkins (7.657)
- 15. Wilt Chamberlain (7.651)
- 16. Steve Mix (7.559)
- 17. Moses Malone (7.511)
- 18. Andrew Toney (7.458)
- 19. Doug Collins (7.427)
- 20. Thaddeus Young (7.078)

Altre statistiche (regular season) aggiornate al 2 maggio 2024
| Hal Greer        | 39.788 |
| Allen Iverson    | 29.879 |
| Dolph Schayes    | 29.800 |
| Julius Erving    | 28.677 |
| Maurice Cheeks   | 28.583 |
| Red Kerr         | 26.014 |
| Andre Iguodala   | 23.216 |
| Charles Barkley  | 22.761 |
| Billy Cunningham | 22.406 |
| Larry Costello   | 18.624 |

| Dolph Schayes    | 11.256 |
| Red Kerr         | 9.506  |
| Charles Barkley  | 7.079  |
| Billy Cunningham | 6.638  |
| Wilt Chamberlain | 6.632  |
| Hal Greer        | 5.665  |
| Julius Erving    | 5.601  |
| Samuel Dalembert | 4.844  |
| Joel Embiid      | 4.832  |
| Luke Jackson     | 4.613  |

| Maurice Cheeks   | 6.212 |
| Hal Greer        | 4.540 |
| Allen Iverson    | 4.385 |
| Julius Erving    | 3.224 |
| Dolph Schayes    | 3.072 |
| Andre Iguodala   | 2.991 |
| Eric Snow        | 2.965 |
| Larry Costello   | 2.901 |
| Billy Cunningham | 2.625 |
| Paul Seymour     | 2.335 |

| Maurice Cheeks  | 1.942 |
| Allen Iverson   | 1.644 |
| Julius Erving   | 1.508 |
| Andre Iguodala  | 1.076 |
| Charles Barkley | 1.007 |
| Steve Mix       | 851   |
| Bobby Jones     | 727   |
| Hersey Hawkins  | 722   |
| Thaddeus Young  | 708   |
| Eric Snow       | 702   |

| Julius Erving         | 1.293 |
| Samuel Dalembert      | 1.131 |
| Caldwell Jones        | 926   |
| Theo Ratliff          | 757   |
| Joel Embiid           | 720   |
| Bobby Jones           | 694   |
| Darryl Dawkins        | 635   |
| Charles Barkley       | 606   |
| Manute Bol            | 580   |
| Clarence Weatherspoon | 496   |

| Tiri da 3 realizzati | Tiri da 3 realizzati |
| Giocatore            | Triple               |
| -------------------- | -------------------- |
| Allen Iverson        | 885                  |
| Robert Covington     | 724                  |
| Kyle Korver          | 661                  |
| Andre Iguodala       | 563                  |
| Tobias Harris        | 520                  |
| Joel Embiid          | 509                  |
| Hersey Hawkins       | 476                  |
| J.J. Redick          | 433                  |
| Tyrese Maxey         | 414                  |
| Furkan Korkmaz       | 396                  |